# Llista d'ocells de Surinam
Aquesta llista d'ocells de Surinam inclou totes les espècies d'ocells trobats a Surinam: 720, de les quals dues es troben globalment amenaçades d'extinció i 1 hi fou introduïda.
Els ocells s'ordenen per ordre i família.

## Tinamiformes

### Tinamidae
- Tinamus major
- Crypturellus cinereus
- Crypturellus erythropus
- Crypturellus soui
- Crypturellus variegatus

## Podicipediformes

### Podicipedidae
- Tachybaptus dominicus
- Podilymbus podiceps

## Procellariiformes

### Procellariidae
- Puffinus gravis

### Hydrobatidae
- Oceanites oceanicus
- Oceanodroma leucorhoa

## Pelecaniformes

### Pelecanidae
- Pelecanus occidentalis

### Sulidae
- Sula leucogaster

### Phalacrocoracidae
- Phalacrocorax brasilianus

### Anhingidae
- Anhinga anhinga

### Fregatidae
- Fregata magnificens

## Ciconiiformes

### Ardeidae
- Pilherodius pileatus
- Ardea cocoi
- Ardea alba
- Egretta tricolor
- Egretta caerulea
- Egretta thula
- Egretta garzetta
- Bubulcus ibis
- Butorides striata
- Butorides virescens
- Agamia agami
- Nycticorax nycticorax
- Nyctanassa violacea
- Cochlearius cochlearius
- Tigrisoma fasciatum
- Tigrisoma lineatum
- Zebrilus undulatus
- Ixobrychus involucris
- Ixobrychus exilis
- Botaurus pinnatus

### Ciconiidae
- Mycteria americana
- Ciconia maguari
- Jabiru mycteria

### Threskiornithidae
- Theristicus caudatus
- Cercibis oxycerca
- Mesembrinibis cayennensis
- Phimosus infuscatus
- Eudocimus ruber
- Platalea ajaja

## Phoenicopteriformes

### Phoenicopteridae
- Phoenicopterus ruber

## Anseriformes

### Anhimidae
- Anhima cornuta

### Anatidae
- Dendrocygna bicolor
- Dendrocygna viduata
- Dendrocygna autumnalis
- Cairina moschata
- Anas americana
- Anas acuta
- Anas bahamensis
- Anas discors
- Netta erythrophthalma
- Aythya affinis
- Nomonyx dominica

## Falconiformes

### Cathartidae
- Coragyps atratus
- Cathartes aura
- Cathartes burrovianus
- Cathartes melambrotus
- Sarcoramphus papa

### Pandionidae
- Pandion haliaetus

### Accipitridae
- Leptodon cayanensis
- Chondrohierax uncinatus
- Elanoides forficatus
- Gampsonyx swainsonii
- Elanus leucurus
- Rostrhamus sociabilis
- Rostrhamus hamatus
- Harpagus bidentatus
- Harpagus diodon
- Ictinia plumbea
- Circus buffoni
- Accipiter poliogaster
- Accipiter superciliosus
- Accipiter bicolor
- Geranospiza caerulescens
- Leucopternis melanops
- Leucopternis albicollis
- Buteogallus aequinoctialis
- Buteogallus urubitinga
- Buteogallus meridionalis
- Parabuteo unicinctus
- Busarellus nigricollis
- Asturina nitida
- Buteo magnirostris
- Buteo platypterus
- Buteo brachyurus
- Buteo albicaudatus
- Buteo albonotatus
- Morphnus guianensis
- Harpia harpyja
- Spizastur melanoleucus
- Spizaetus tyrannus
- Spizaetus ornatus

### Falconidae
- Daptrius ater
- Ibycter americanus
- Caracara cheriway
- Milvago chimachima
- Herpetotheres cachinnans
- Micrastur ruficollis
- Micrastur gilvicollis
- Micrastur mirandollei
- Micrastur semitorquatus
- Falco sparverius
- Falco femoralis
- Falco rufigularis
- Falco deiroleucus
- Falco peregrinus

## Galliformes

### Cracidae
- Ortalis motmot
- Penelope marail
- Penelope jacquacu
- Pipile cumanensis
- Crax alector

### Odontophoridae
- Colinus cristatus
- Odontophorus gujanensis

## Opisthocomiformes

### Opisthocomidae
- Opisthocomus hoazin

## Gruiformes

### Aramidae
- Aramus guarauna

### Psophiidae
- Psophia crepitans

### Rallidae
- Micropygia schomburgkii
- Anurolimnas viridis
- Laterallus melanophaius
- Laterallus exilis
- Rallus longirostris
- Aramides axillaris
- Aramides cajanea
- Porzana albicollis
- Porzana flaviventer
- Neocrex erythrops
- Pardirallus maculatus
- Porphyrio martinica
- Porphyrio flavirostris
- Gallinula chloropus

### Heliornithidae
- Heliornis fulica

### Eurypygidae
- Eurypyga helias

## Charadriiformes

### Jacanidae
- Jacana jacana

### Recurvirostridae
- Himantopus mexicanus

### Charadriidae
- Vanellus cayanus
- Vanellus chilensis
- Pluvialis dominica
- Pluvialis squatarola
- Charadrius semipalmatus
- Charadrius wilsonia
- Charadrius collaris

### Scolopacidae
- Gallinago delicata
- Gallinago paraguaiae
- Gallinago undulata
- Limnodromus griseus
- Limosa haemastica
- Numenius borealis
- Numenius phaeopus
- Bartramia longicauda
- Tringa melanoleuca
- Tringa flavipes
- Tringa solitaria
- Actitis macularia
- Catoptrophorus semipalmatus
- Arenaria interpres
- Calidris canutus
- Calidris alba
- Calidris pusilla
- Calidris mauri
- Calidris minutilla
- Calidris fuscicollis
- Calidris bairdii
- Calidris melanotos
- Calidris himantopus
- Tryngites subruficollis
- Phalaropus tricolor

### Stercorariidae
- Stercorarius skua
- Stercorarius pomarinus

### Laridae
- Larus ridibundus
- Larus atricilla

### Sternidae
- Sterna nilotica
- Sterna sandvicensis
- Sterna maxima
- Sterna hirundo
- Sterna antillarum
- Sterna superciliaris
- Sterna fuscata
- Chlidonias niger
- Phaetusa simplex
- Anous stolidus

### Rynchopidae
- Rynchops niger

## Columbiformes

### Columbidae
- Columba livia
- Patagioenas speciosa
- Patagioenas cayennensis
- Patagioenas plumbea
- Patagioenas subvinacea
- Zenaida macroura
- Zenaida auriculata
- Columbina passerina
- Columbina minuta
- Columbina talpacoti
- Claravis pretiosa
- Leptotila verreauxi
- Leptotila rufaxilla
- Geotrygon violacea
- Geotrygon montana

## Psittaciformes

### Psittacidae
- Ara ararauna
- Ara macao
- Ara chloroptera
- Ara severa
- Orthopsittaca manilata
- Diopsittaca nobilis
- Aratinga leucophthalmus
- Aratinga solstitialis
- Aratinga pertinax
- Aratinga aurea
- Pyrrhura picta
- Pyrrhura egregia
- Forpus passerinus
- Brotogeris chrysopterus
- Touit batavica
- Touit huetii
- Touit purpurata
- Pionites melanocephala
- Pionopsitta caica
- Pionus menstruus
- Pionus fuscus
- Amazona dufresniana
- Amazona ochrocephala
- Amazona amazonica
- Amazona farinosa
- Deroptyus accipitrinus

## Cuculiformes

### Cuculidae
- Coccyzus americanus
- Coccyzus euleri
- Coccyzus minor
- Coccyzus melacoryphus
- Piaya cayana
- Piaya melanogaster
- Piaya minuta
- Crotophaga major
- Crotophaga ani
- Tapera naevia
- Dromococcyx phasianellus
- Dromococcyx pavoninus

## Strigiformes

### Tytonidae
- Tyto alba

### Strigidae
- Megascops choliba
- Megascops watsonii
- Bubo virginianus
- Ciccaba virgata
- Ciccaba huhula
- Lophostrix cristata
- Pulsatrix perspicillata
- Glaucidium hardyi
- Glaucidium brasilianum
- Athene cunicularia
- Pseudoscops clamator

## Caprimulgiformes

### Nyctibiidae
- Nyctibius grandis
- Nyctibius aethereus
- Nyctibius griseus

### Caprimulgidae
- Lurocalis semitorquatus
- Chordeiles pusillus
- Chordeiles acutipennis
- Chordeiles minor
- Podager nacunda
- Nyctiprogne leucopyga
- Nyctidromus albicollis
- Caprimulgus rufus
- Caprimulgus maculicaudus
- Caprimulgus cayennensis
- Caprimulgus nigrescens
- Hydropsalis climacocerca
- Hydropsalis torquata

## Apodiformes

### Apodidae
- Streptoprocne zonaris
- Chaetura spinicaudus
- Chaetura cinereiventris
- Chaetura chapmani
- Chaetura brachyura
- Chaetura andrei
- Tachornis squamata
- Panyptila cayennensis

## Trochiliformes

### Trochilidae
- Glaucis hirsuta
- Threnetes niger
- Phaethornis superciliosus
- Phaethornis malaris
- Phaethornis bourcieri
- Phaethornis longuemareus
- Phaethornis ruber
- Campylopterus largipennis
- Eupetomena macrourus
- Florisuga mellivora
- Colibri delphinae
- Anthracothorax viridigula
- Anthracothorax nigricollis
- Avocettula recurvirostris
- Topaza pella
- Chrysolampis mosquitus
- Lophornis ornatus
- Discosura longicauda
- Chlorostilbon notatus
- Chlorostilbon mellisugus
- Thalurania furcata
- Hylocharis sapphirina
- Hylocharis cyanus
- Polytmus guainumbi
- Polytmus theresiae
- Agyrtria leucogaster
- Agyrtria brevirostris
- Polyerata fimbriata
- Saucerottia cupreicauda
- Heliothryx aurita
- Heliactin bilopha
- Heliomaster longirostris
- Calliphlox amethystina

## Trogoniformes

### Trogonidae
- Trogon viridis
- Trogon violaceus
- Trogon collaris
- Trogon rufus
- Trogon melanurus

## Coraciiformes

### Alcedinidae
- Ceryle torquatus
- Chloroceryle amazona
- Chloroceryle americana
- Chloroceryle inda
- Chloroceryle aenea

### Momotidae
- Momotus momota

## Piciformes

### Galbulidae
- Brachygalba lugubris
- Galbula albirostris
- Galbula galbula
- Galbula leucogastra
- Galbula dea
- Jacamerops aureus

## Piciformes

### Bucconidae
- Notharchus macrorhynchos
- Notharchus tectus
- Bucco tamatia
- Bucco capensis
- Malacoptila fusca
- Nonnula rubecula
- Monasa atra
- Chelidoptera tenebrosa

### Capitonidae
- Capito niger

### Ramphastidae
- Aulacorhynchus derbianus
- Pteroglossus viridis
- Pteroglossus aracari
- Selenidera culik
- Ramphastos vitellinus
- Ramphastos tucanus
- Ramphastos toco

### Picidae
- Picumnus exilis
- Picumnus spilogaster
- Picumnus minutissimus
- Picumnus cirratus
- Picumnus rufiventris
- Melanerpes candidus
- Melanerpes cruentatus
- Melanerpes rubricapillus
- Veniliornis passerinus
- Veniliornis sanguineus
- Veniliornis cassini
- Piculus flavigula
- Piculus chrysochloros
- Piculus rubiginosus
- Colaptes punctigula
- Colaptes campestris
- Celeus undatus
- Celeus elegans
- Celeus flavus
- Celeus torquatus
- Dryocopus lineatus
- Campephilus rubricollis
- Campephilus melanoleucos

## Passeriformes

### Furnariidae
- Synallaxis albescens
- Synallaxis macconnelli
- Synallaxis gujanensis
- Synallaxis rutilans
- Cranioleuca gutturata
- Certhiaxis cinnamomea
- Xenops milleri
- Xenops tenuirostris
- Xenops minutus
- Xenops rutilans
- Berlepschia rikeri
- Philydor erythrocercus
- Philydor ruficaudatus
- Philydor pyrrhodes
- Automolus rufipileatus
- Automolus ochrolaemus
- Automolus infuscatus
- Automolus rubiginosus
- Sclerurus rufigularis
- Sclerurus mexicanus
- Sclerurus caudacutus

### Dendrocolaptidae
- Dendrocincla fuliginosa
- Dendrocincla merula
- Deconychura longicauda
- Sittasomus griseicapillus
- Glyphorynchus spirurus
- Dendrexetastes rufigula
- Hylexetastes perrotii
- Dendrocolaptes certhia
- Dendrocolaptes picumnus
- Xiphorhynchus obsoletus
- Xiphorhynchus guttatus
- Xiphorhynchus pardalotus
- Xiphorhynchus susurrans
- Dendroplex picus
- Lepidocolaptes souleyetii
- Lepidocolaptes angustirostris
- Lepidocolaptes albolineatus
- Campylorhamphus procurvoides

### Thamnophilidae
- Cymbilaimus lineatus
- Frederickena viridis
- Taraba major
- Sakesphorus canadensis
- Sakesphorus melanothorax
- Thamnophilus doliatus
- Thamnophilus murinus
- Thamnophilus punctatus
- Thamnophilus amazonicus
- Pygiptila stellaris
- Thamnomanes ardesiacus
- Thamnomanes caesius
- Myrmotherula brachyura
- Myrmotherula surinamensis
- Myrmotherula guttata
- Myrmotherula gutturalis
- Myrmotherula axillaris
- Myrmotherula longipennis
- Myrmotherula behni
- Myrmotherula menetriesii
- Herpsilochmus sticturus
- Herpsilochmus stictocephalus
- Microrhopias quixensis
- Formicivora grisea
- Formicivora rufa
- Terenura callinota
- Terenura spodioptila
- Cercomacra cinerascens
- Cercomacra tyrannina
- Cercomacra nigrescens
- Myrmoborus leucophrys
- Hypocnemis cantator
- Hypocnemoides melanopogon
- Sclateria naevia
- Percnostola rufifrons
- Percnostola leucostigma
- Myrmeciza ferruginea
- Myrmeciza atrothorax
- Pithys albifrons
- Gymnopithys rufigula
- Myrmornis torquata
- Hylophylax naevia
- Hylophylax poecilinota

### Formicariidae
- Formicarius colma
- Formicarius analis
- Grallaria varia
- Hylopezus macularius
- Myrmothera campanisona

### Conopophagidae
- Conopophaga aurita

### Cotingidae
- Oxyruncus cristatus
- Phoenicircus carnifex
- Iodopleura fusca
- Lipaugus vociferans
- Cotinga maynana
- Cotinga cotinga
- Cotinga cayana
- Xipholena punicea
- Gymnoderus foetidus
- Haematoderus militaris
- Querula purpurata
- Perissocephalus tricolor
- Procnias albus
- Rupicola rupicola

### Pipridae
- Manacus manacus
- Corapipo gutturalis
- Chiroxiphia pareola
- Pipra aureola
- Dixiphia pipra
- Pipra erythrocephala
- Lepidothrix serena
- Xenopipo atronitens
- Neopelma chrysocephalum
- Tyranneutes virescens
- Piprites chloris
- Schiffornis turdinus

### Tyrannidae
- Ornithion inerme
- Camptostoma obsoletum
- Phaeomyias murina
- Capsiempis flaveola
- Tyrannulus elatus
- Myiopagis gaimardii
- Myiopagis flavivertex
- Elaenia flavogaster
- Elaenia parvirostris
- Elaenia cristata
- Elaenia ruficeps
- Elaenia chiriquensis
- Mionectes oleagineus
- Mionectes macconnelli
- Leptopogon amaurocephalus
- Phylloscartes virescens
- Zimmerius gracilipes
- Sublegatus obscurior
- Sublegatus arenarum
- Suiriri suiriri
- Inezia caudata
- Polystictus pectoralis
- Euscarthmus rufomarginatus
- Myiornis ecaudatus
- Lophotriccus vitiosus
- Lophotriccus galeatus
- Poecilotriccus fumifrons
- Taeniotriccus andrei
- Hemitriccus josephinae
- Hemitriccus zosterops
- Todirostrum cinereum
- Todirostrum maculatum
- Todirostrum pictum
- Corythopis torquata
- Ramphotrigon ruficauda
- Rhynchocyclus olivaceus
- Tolmomyias sulphurescens
- Tolmomyias assimilis
- Tolmomyias poliocephalus
- Tolmomyias flaviventris
- Platyrinchus saturatus
- Platyrinchus coronatus
- Platyrinchus mystaceus
- Platyrinchus platyrhynchos
- Onychorhynchus coronatus
- Myiophobus fasciatus
- Terenotriccus erythrurus
- Myiobius barbatus
- Neopipo cinnamomea
- Hirundinea ferruginea
- Cnemotriccus fuscatus
- Lathrotriccus euleri
- Contopus cooperi
- Contopus cinereus
- Contopus albogularis
- Pyrocephalus rubinus
- Ochthornis littoralis
- Xolmis cinerea
- Fluvicola pica
- Arundinicola leucocephala
- Colonia colonus
- Attila cinnamomeus
- Attila spadiceus
- Laniocera hypopyrra
- Sirystes sibilator
- Rhytipterna simplex
- Rhytipterna immunda
- Myiarchus tuberculifer
- Myiarchus swainsoni
- Myiarchus ferox
- Myiarchus tyrannulus
- Philohydor lictor
- Pitangus sulphuratus
- Megarynchus pitangua
- Myiozetetes cayanensis
- Myiozetetes similis
- Myiozetetes luteiventris
- Conopias parva
- Myiodynastes maculatus
- Legatus leucophaius
- Empidonomus varius
- Tyrannopsis sulphurea
- Tyrannus albogularis
- Tyrannus melancholicus
- Tyrannus tyrannus
- Tyrannus dominicensis
- Tyrannus savana
- Pachyramphus polychopterus
- Pachyramphus marginatus
- Pachyramphus surinamus
- Pachyramphus rufus
- Pachyramphus minor
- Tityra cayana
- Tityra semifasciata
- Tityra inquisitor

### Hirundinidae
- Progne tapera
- Progne subis
- Progne chalybea
- Progne elegans
- Tachycineta albiventer
- Notiochelidon cyanoleuca
- Atticora fasciata
- Atticora melanoleuca
- Neochelidon tibialis
- Stelgidopteryx ruficollis
- Riparia riparia
- Hirundo rustica

### Motacillidae
- Anthus lutescens

### Troglodytidae
- Donacobius atricapilla
- Thryothorus coraya
- Thryothorus leucotis
- Troglodytes aedon
- Henicorhina leucosticta
- Microcerculus bambla
- Cyphorhinus aradus

### Mimidae
- Mimus gilvus
- Mimus saturninus

### Turdidae
- Cichlopsis leucogenys
- Catharus fuscescens
- Catharus minimus
- Turdus olivater
- Turdus leucomelas
- Turdus ignobilis
- Turdus fumigatus
- Turdus nudigenis
- Turdus albicollis

### Polioptilidae
- Microbates collaris
- Ramphocaenus melanurus
- Polioptila guianensis
- Polioptila plumbea

### Corvidae
- Cyanocorax cayanus

### Vireonidae
- Vireo olivaceus
- Vireo altiloquus
- Hylophilus thoracicus
- Hylophilus pectoralis
- Hylophilus muscicapinus
- Hylophilus ochraceiceps
- Vireolanius leucotis
- Cyclarhis gujanensis

### Parulidae
- Parula pitiayumi
- Dendroica petechia
- Dendroica fusca
- Dendroica striata
- Setophaga ruticilla
- Protonotaria citrea
- Seiurus noveboracensis
- Geothlypis aequinoctialis
- Myioborus miniatus
- Basileuterus culicivorus
- Basileuterus rivularis
- Granatellus pelzelni

### Coerebidae
- Coereba flaveola

### Thraupidae
- Conirostrum speciosum
- Conirostrum bicolor
- Schistochlamys melanopis
- Cypsnagra hirundinacea
- Cissopis leveriana
- Lamprospiza melanoleuca
- Hemithraupis guira
- Hemithraupis flavicollis
- Nemosia pileata
- Eucometis penicillata
- Lanio fulvus
- Tachyphonus cristatus
- Tachyphonus surinamus
- Tachyphonus luctuosus
- Tachyphonus rufus
- Tachyphonus phoenicius
- Piranga flava
- Piranga rubra
- Ramphocelus carbo
- Thraupis episcopus
- Thraupis palmarum
- Cyanicterus cyanicterus
- Euphonia plumbea
- Euphonia chlorotica
- Euphonia finschi
- Euphonia violacea
- Euphonia cyanocephala
- Euphonia chrysopasta
- Euphonia minuta
- Euphonia xanthogaster
- Euphonia cayennensis
- Tangara mexicana
- Tangara chilensis
- Tangara punctata
- Tangara guttata
- Tangara varia
- Tangara gyrola
- Tangara cayana
- Tangara velia
- Dacnis lineata
- Dacnis cayana
- Chlorophanes spiza
- Cyanerpes nitidus
- Cyanerpes caeruleus
- Cyanerpes cyaneus
- Tersina viridis

### Emberizidae
- Coryphospingus cucullatus
- Volatinia jacarina
- Sporophila schistacea
- Sporophila plumbea
- Sporophila americana
- Sporophila bouvronides
- Sporophila lineola
- Sporophila nigricollis
- Sporophila leucoptera
- Sporophila bouvreuil
- Sporophila minuta
- Sporophila castaneiventris
- Oryzoborus crassirostris
- Oryzoborus angolensis
- Sicalis flaveola
- Sicalis luteola
- Sicalis citrina
- Emberizoides herbicola
- Paroaria gularis
- Arremon taciturnus
- Ammodramus humeralis
- Zonotrichia capensis

### Cardinalidae
- Periporphyrus erythromelas
- Saltator coerulescens
- Saltator maximus
- Saltator grossus
- Caryothraustes canadensis
- Pheucticus ludovicianus
- Cyanocompsa cyanoides
- Spiza americana

### Icteridae
- Dolichonyx oryzivorus
- Chrysomus icterocephalus
- Sturnella militaris
- Sturnella magna
- Quiscalus lugubris
- Molothrus bonariensis
- Molothrus oryzivorus
- Icterus chrysocephalus
- Icterus cayanensis
- Icterus nigrogularis
- Cacicus cela
- Cacicus haemorrhous
- Psarocolius decumanus
- Psarocolius viridis
- Gymnomystax mexicanus[1]